# 三瀬谷ダム
三瀬谷ダム（みせだにダム）は、三重県多気郡大台町、一級水系・宮川水系宮川に建設されたダム。高さ39メートルの重力式コンクリートダムで、中部電力の発電用ダムである。同社の水力発電所・三瀬谷発電所に送水し、最大1万1,400キロワットの電力を発生する。ダム湖（人造湖）の名は奥伊勢湖（おくいせこ）という。

## 沿革
1951年（昭和26年）に始められた宮川総合開発事業により、南勢地域最大の河川である宮川には最上流部に宮川ダムが建設されたのを皮切りに宮川第一・第二・第三発電所が建設された他、支流の大内山川には長発電所（長ヶ発電所）が建設された事で、宮川流域は三重県内屈指の電源開発地帯に発展した。
宮川ダムは洪水調節を主目的とした補助多目的ダムであるが、その後の経済成長によって伊勢湾沿岸南部へ工業地域が拡大し、電力需要および工業用水道の需要が高まることが期待された。この為再度宮川の豊富な水量が注目され、宮川ダム下流約30km地点の宮川中流部の大台町三瀬谷地点にダムを建設し、更に直下流に発電用の逆調整池を建設する事でこうした電力・水需要を賄おうと考えた。こうして宮川総合開発事業の一環として1963年（昭和38年）5月に計画されたのが三瀬谷ダムである。
ダムは3年の歳月を掛け1966年（昭和41年）に完成した。目的は三重県中南部の工業地域に対する200,000トン／日の工業用水道の供給及びダム直下にある県営の三瀬谷発電所による水力発電である。三瀬谷発電所は有効最大落差33.19m、最大40トン/秒の水を利用し認可出力11,200kW、常時出力500kWの電力を供給するが、ダムの放水による下流の流量を調節するため、下流約5kmに長ヶ（なが）逆調整池ダムが作られた。長ヶ逆調整池ダムは直線重力式コンクリートダムであるが、堤高が11.8mであるため、日本の河川法では堰として扱われる。堤長は73mで魚道を備え、油圧式ローラーゲートの余水吐門扉を2門持ち、三瀬谷ダムから遠隔操作で調整される。
ダムは洪水調節機能を有していない。従ってダム湖は治水目的のダムの様に洪水を貯留する為の貯水容量（洪水調節容量）が無く、2004年の台風21号では、宮川の異常増水によって三瀬谷ダムの発電管理事務所・発電所と下流の長ヶ発電所が水没し、全ての機器が使用不能になるなどの壊滅的な被害を受けた。これにより三瀬谷ダムと長ヶ逆調整池はゲートが全開のまま開閉操作ができなくなった。ただしダム本体には重大な影響は起きておらず、アースダムであれば盛り土が流されてしまうような状況においての、重力式コンクリートダムの耐久性が図らずも証明された。

2004年の台風21号による被害の様子
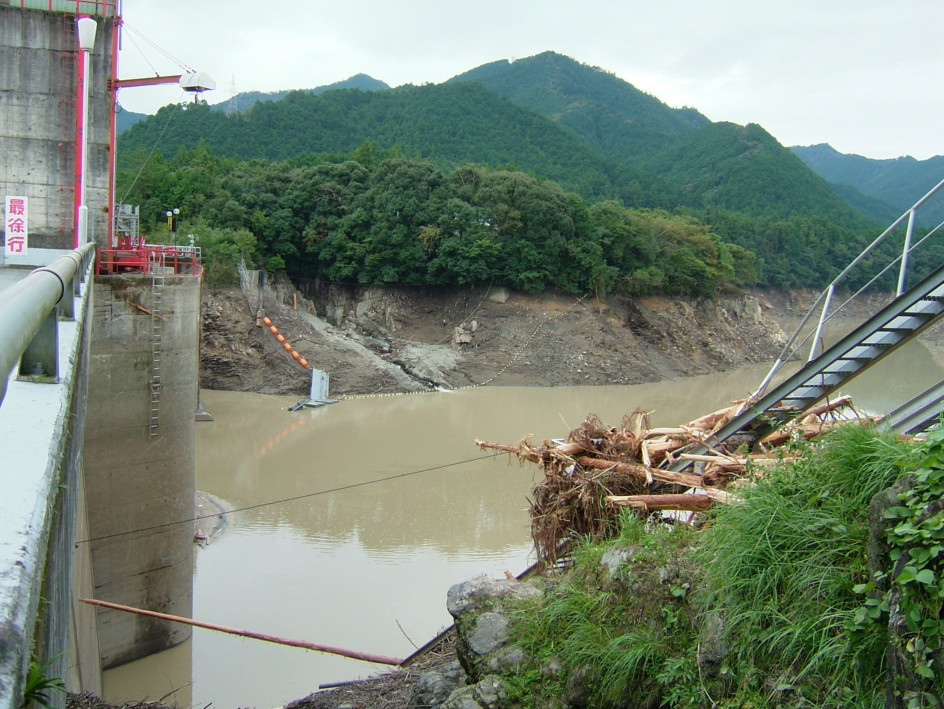
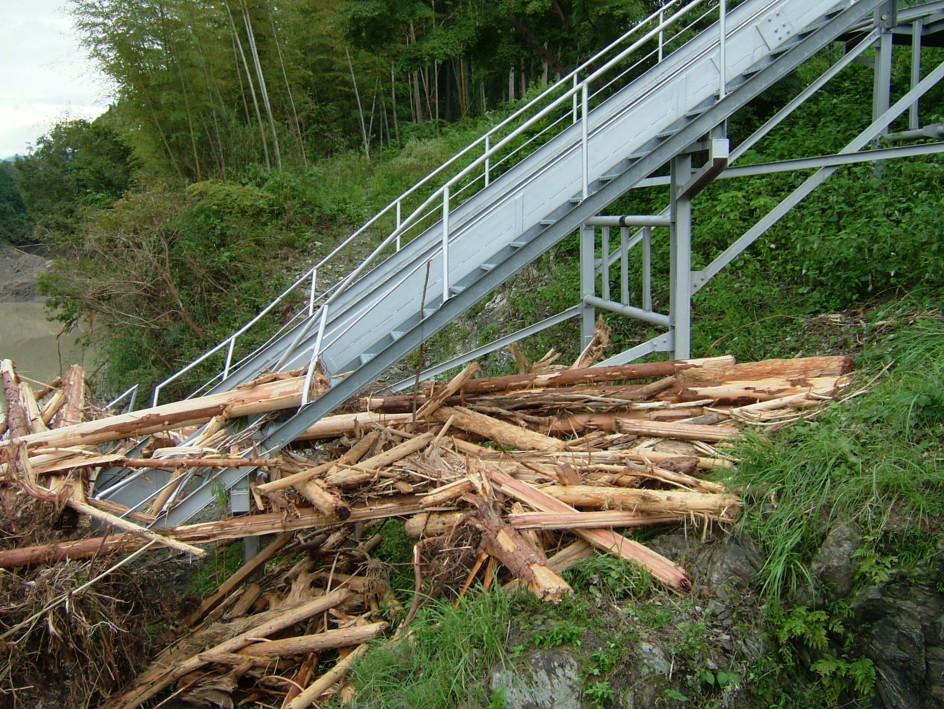
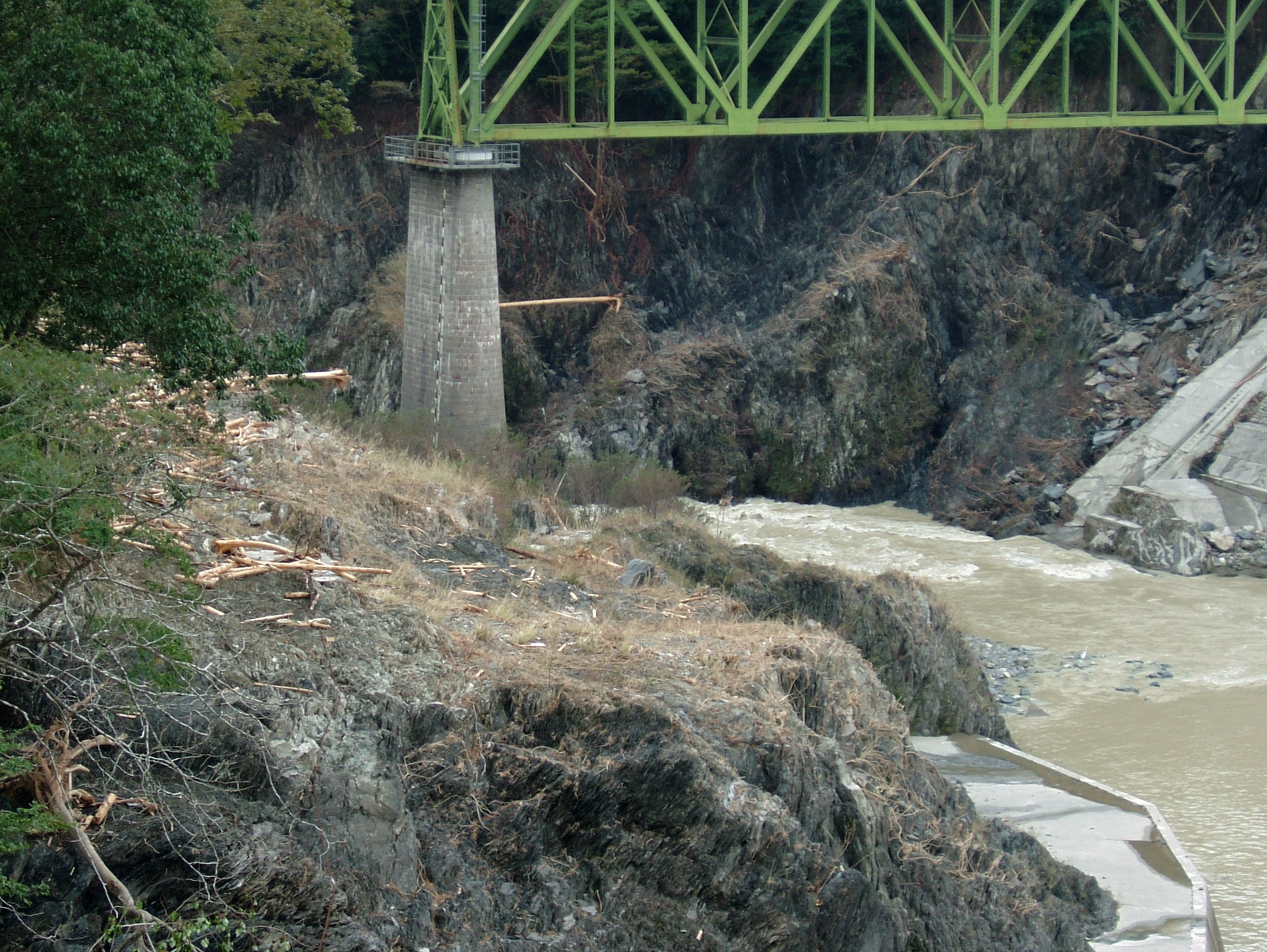
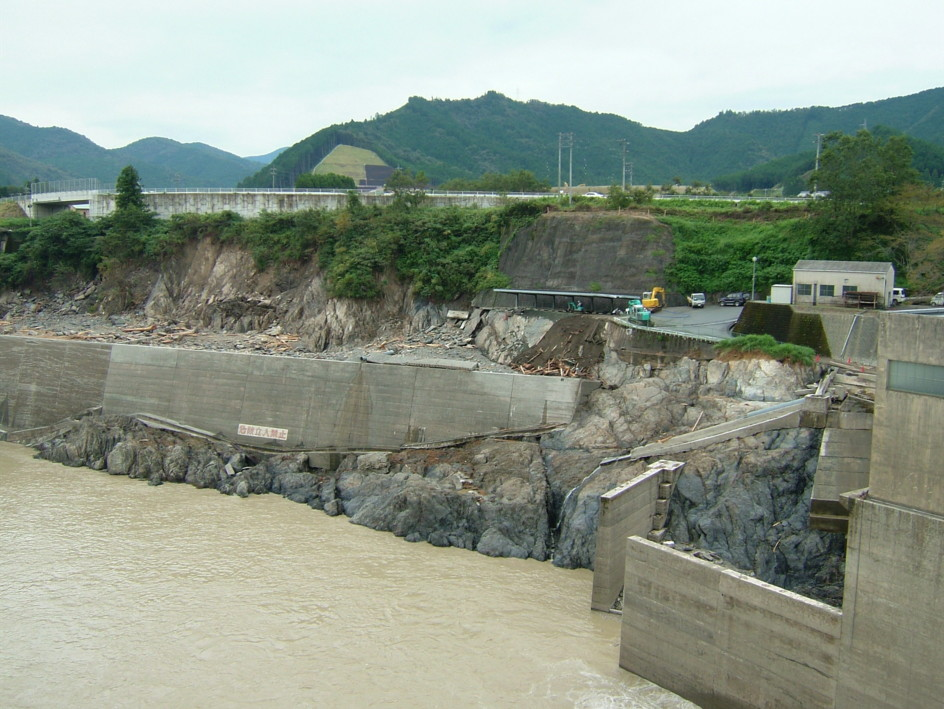
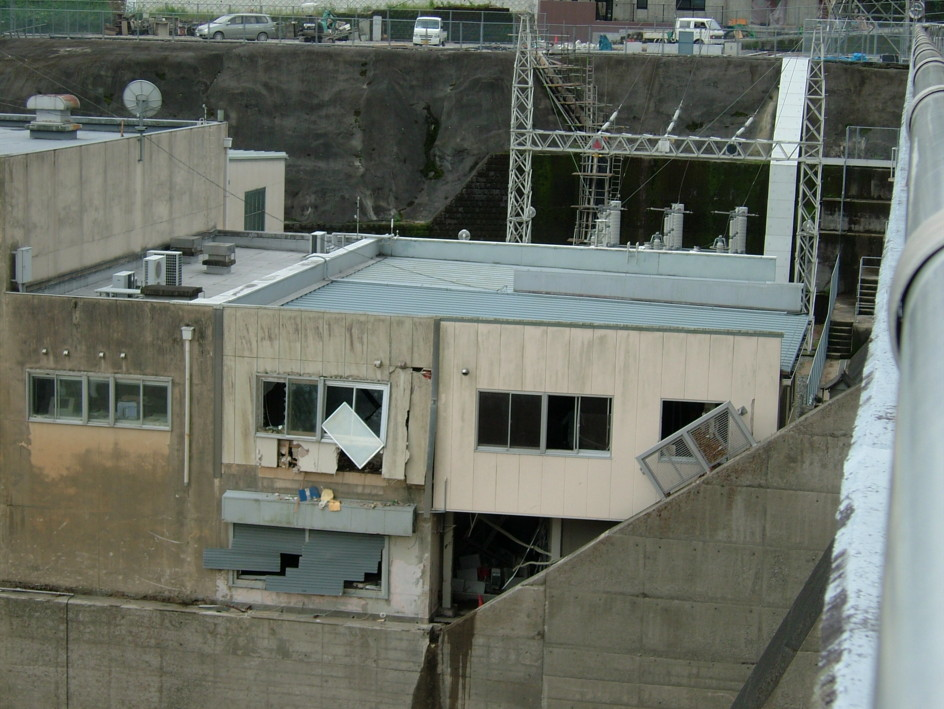
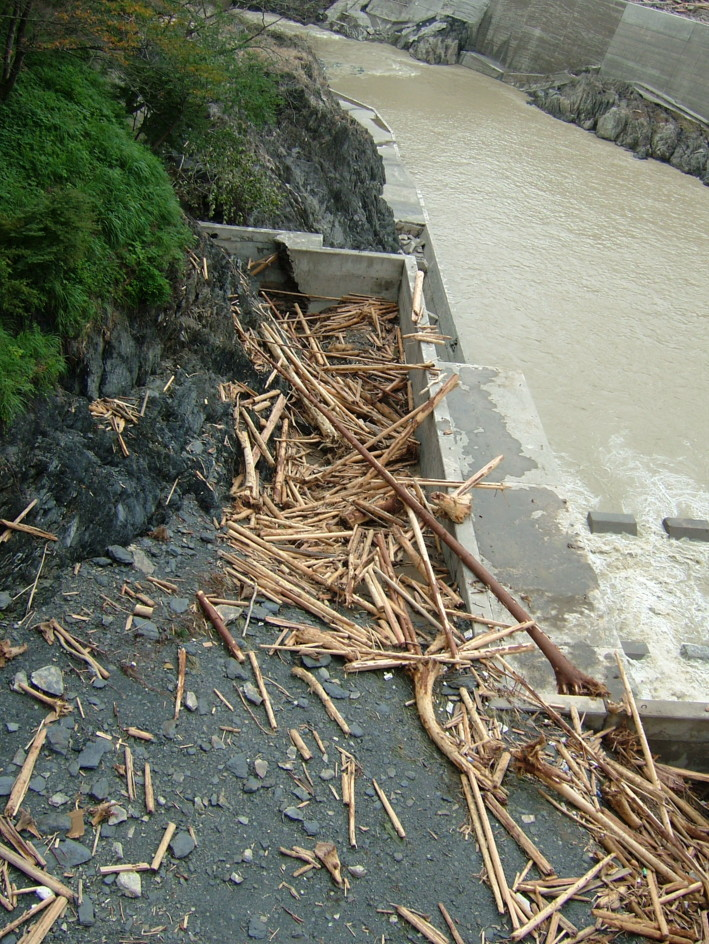
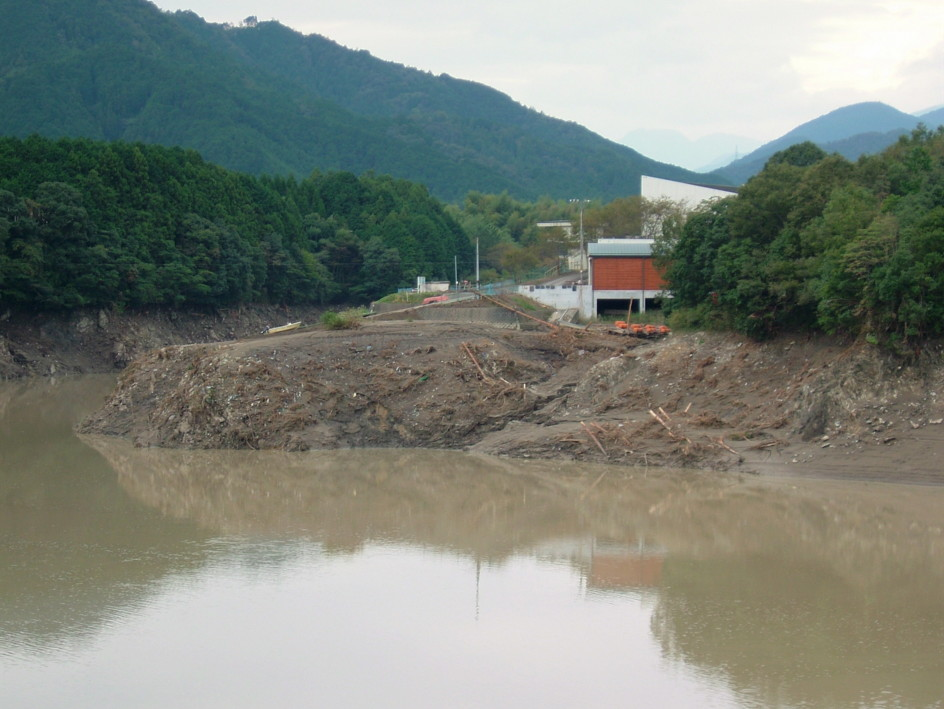
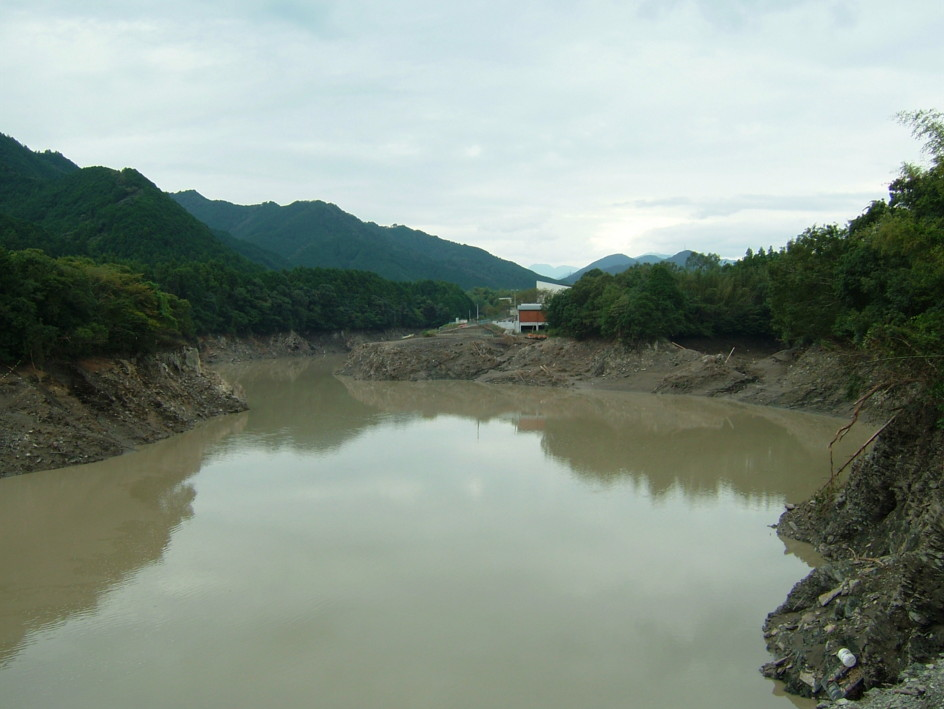
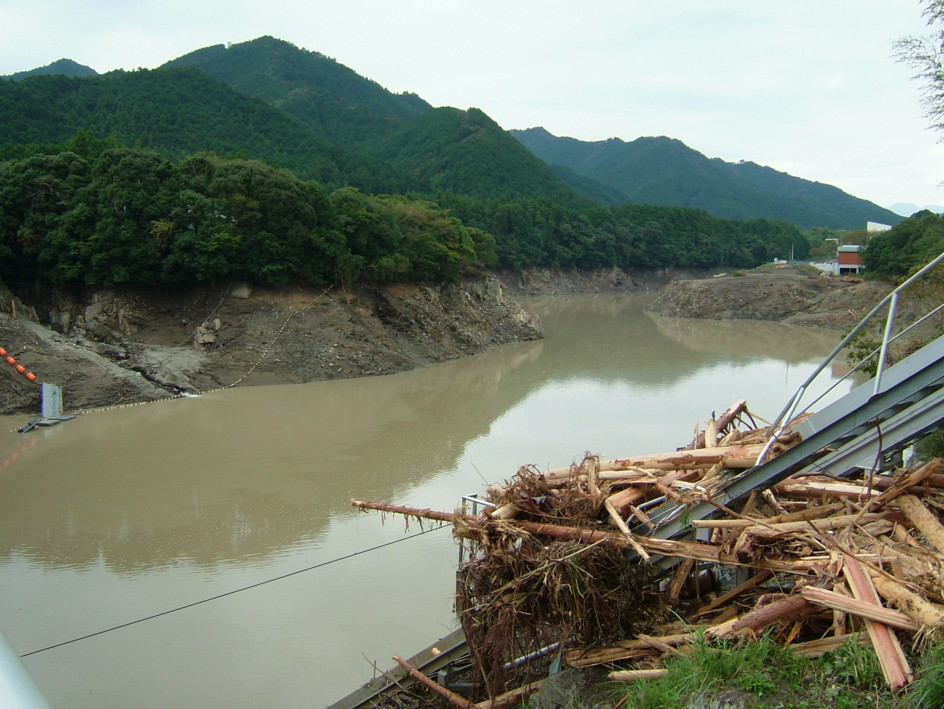

その後の復旧作業により三瀬谷発電所は2006年（平成18年）2月に運転を再開したが、長発電所は建設から50年経っており老朽化が進んでいたことから廃止も含めた検討が行なわれた。長発電所は設備利用率が他の発電所の約2倍にあたる60%と高く、発電設備以外の取水用堰堤などの被害はほぼ皆無であったことから発電設備の増改良工事を行なうことになった。運転再開は2007年（平成19年）再開の予定とされ、全面復旧に3年を掛けることとなった。
2011年（平成23年）、三重県と中部電力は、三重県企業庁が持つ水力発電設備を中部電力へ段階的に譲渡することで合意し、三瀬谷ダムおよび三瀬谷発電所については2015年（平成27年）4月1日付けで譲渡が行われた。

## 奥伊勢湖

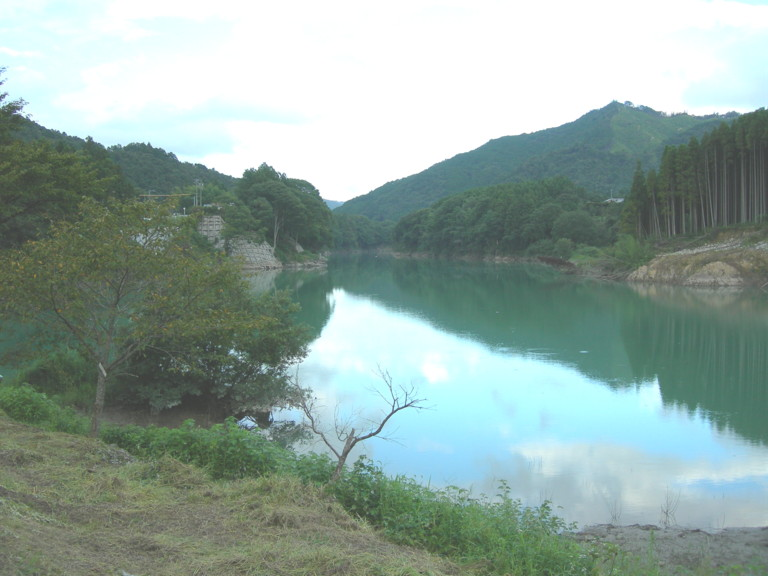
奥伊勢湖

通称奥伊勢と呼ばれるこの地に因み、三瀬谷ダム湖は奥伊勢湖（おくいせこ）と命名された。付近は奥伊勢宮川峡県立自然公園に指定されている。奥伊勢湖は1975年（昭和50年）の三重国体において、ボート競技の会場となった。1977年（昭和52年）3月2日に奥伊勢湖の左岸にブルーシー・アンド・グリーンランド財団の大台町B&G海洋センターが開設され、ボートハウスと体育館、奥伊勢湖漕艇場がある。だが奥伊勢湖ではモーターボートの使用は禁止されている。
全国のダム湖ではブラックバスが漁業問題としてクローズアップされているが、奥伊勢湖では逆にブラックバスを観光資源として利用しており、2000年（平成12年）には日本バスプロ協会によるJBワールドプロシリーズの第2戦の会場となった。奥伊勢湖の漁業権を保有する宮川上流漁業協同組合では環境保全を理由として1999年（平成11年）から釣りの年券を3,000円、日券は大人（高校生以上）700円、子供（小中学生）500円と設定し、大台町下真手のもみじ館などで取り扱っている。ただし三重県内の全てのダム湖に言える事だが、外来魚の再放流は三重県の条例で禁止されている。奥伊勢湖より上流ではアユの友釣りや、アマゴなどを釣りに訪れる人が多い。

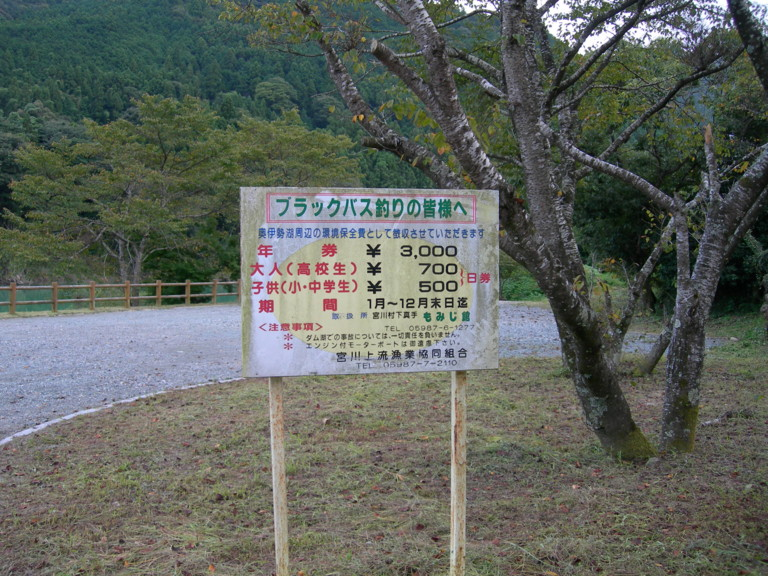
駐車場のある釣り場

## 観光とアクセス
三瀬谷ダム堰堤上は近畿自然歩道に指定されてハイキングのコースとなっている。また小型自動車の通行が認められており、付近の住民に生活道路として利用される。ダム付近にはJR東海紀勢本線・三瀬谷駅があるが、駅を起点・終点としダム上と三瀬城跡・三瀬砦跡を通る近畿自然歩道の「北畠史跡めぐり」（約10km）が設定されている。この付近は戦国時代、伊勢国司であった北畠氏の本拠・三瀬谷御所があり、第八代伊勢国司であった北畠具教が1576年に嫡男・北畠具房の養嗣子であった北畠信意（織田信長の子）の命を受けた旧家臣らに暗殺された三瀬の変の舞台となった場所で、北畠氏終焉の地でもある。1999年（平成11年）度に、環境庁補助事業として三瀬谷ダムの左にトイレのある休息所が作られるなどの整備が行なわれた。さらに度会郡大紀町滝原にある伊勢神宮内宮（皇大神宮）別宮瀧原宮まで約4kmであり、歴史の息吹あふれる地域でもある。
ダムまでのアクセスは下記の通りである。

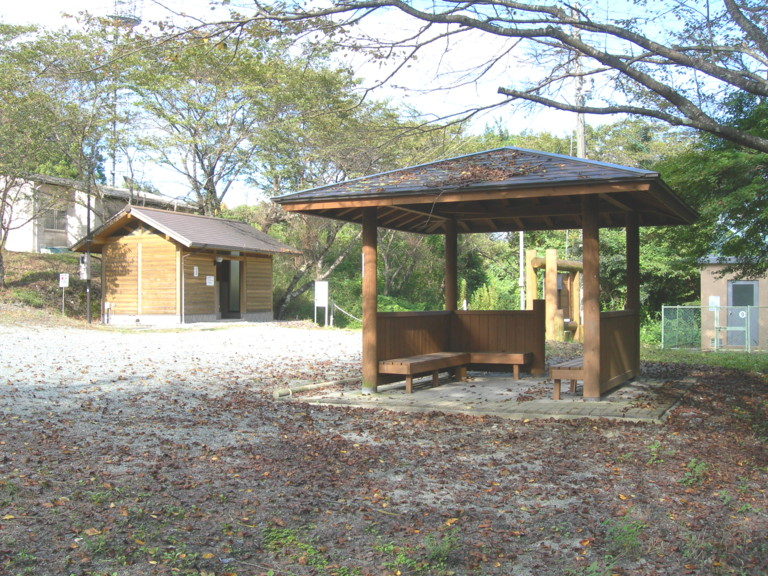
近畿自然歩道の休息所

- 鉄道：紀勢本線・三瀬谷駅下車徒歩約1km。紀勢本線の宮川の鉄橋が三瀬谷ダムの約200m下流に架かっている。
- バス：三瀬谷駅から出ている大台町営バス大杉谷行に乗り、弥起井・海洋センター前・もみじ館で下車。
- 一般国道：国道42号の松阪方面からは大台署前三叉路を直進気味に右折、尾鷲方向からは船木大橋南交差点を左折。
- 高速道路：紀勢自動車道大宮大台インターチェンジから左折し、国道42号を約400kmの船木大橋南交差点を左折あるいは大台署前三叉路を左折。